# Venezillo silvarum
Venezillo silvarum là một loài chân đều trong họ Armadillidae. Loài này được Dollfus miêu tả khoa học năm 1896.